# Mikiko Andō
Mikiko Andō (安藤美希子?, Andō Mikiko; Shiroi, 30 settembre 1992) è una sollevatrice giapponese attiva nella categoria dei pesi leggeri (fino a 58/59 kg.).

## Carriera
Ha partecipato alle Olimpiadi di Rio de Janeiro 2016, terminando la competizione al 5º posto con 218 kg. nel totale.
Nel 2018 ha vinto la medaglia di bronzo ai Giochi Asiatici di Giacarta-Palembang, sollevando 218 kg. nel totale.
L'anno successivo ha ripetuto la medaglia di bronzo ai Campionati asiatici di Ningbo con 225 kg. nel totale.
Nel 2021 ha partecipato alle Olimpiadi di Tokyo 2020 e, nonostante avesse subito un infortunio ad un ginocchio tre settimane prima dell'inizio dei Giochi Olimpici, è riuscita a conquistare un'altra medaglia di bronzo con 214 kg. nel totale.
Ai Campionati mondiali di sollevamento pesi vanta come miglior risultato un 4º posto nell'edizione di Anaheim 2017.